# Colección Ganitsky Guberek
La Colección Ganitsky Guberek es el conjunto de 143 obras de 62 artistas del mundo que se inició a mediados de los años 60 y perduró hasta finales de los 90, es una de las recopilaciones más relevantes de arte latinoamericano moderno; contó con la crítica de la argentina Marta Traba creadora del Museo de Arte Moderno de Bogotá (MAMBO). Lía Guberek y Moisés Ganitsky amantes del arte y empresarios judíos de Bogotá fueron los donadores de esta colección, que se ha convertido sin duda alguna, en patrimonio cultural colombiano.

## Historia
El matrimonio judío de Lía Guberek y Moisés Ganitsky, se vuelve: gestor de relaciones diplomáticas entre la República Popular China y Colombia durante los años 80, convirtiendo a Lía en la directora de la Asociación de Amistad Colombo-China;  creador de la Fundación Moisés y Lola Gubernek incentivando la creación de literatura en Colombia y una muestra de cultura por medio de adquisiciones de obras y recorrido artístico. La pareja, interesada por el desarrollo del país, dedicó su vida a coleccionar obras importantes para la cultura colombiana; Marta Traba, argentina, escritora y crítica de arte, se convirtió en directa influencia en la formación artística de Lía Guberek, ya que fue su profesora y esto les permitió amistar, hacer múltiples viajes al extranjero, conocer y adquirir obras artísticas, compartir sus ideas a favor del progresismo y de modernizar el arte;  por ende, la argentina aconsejó la adquisición de gran parte de las obras pertenecientes a la Colección Ganitsky Guberek por su trascendencia histórica, social y artística.
Los artistas colombianos con obras en esta colección, pertenecen a la generación de los años 50 que es conocida como “la generación de la violencia”,  debido al asesinato de Jorge Eliécer Gaitán (1948 – conocido como el Bogotazo), la dictadura del General Gustavo Rojas Pinilla (1953), la violencia bipartidista liberal-conservador, que luego se convirtió en un acuerdo: el Frente Nacional (1958), entre otros motivos;  por lo que,  las obras artísticas colombianas de esta colección muestran la realidad, las memorias de una de las épocas más violentas de la historia colombiana. Progresivamente, esta generación desarrolló una avidez por cambiar paradigmas, por convertirse en una sociedad moderna; con la reforma agraria, con los intentos de separar la religión del estado, al generar autonomía y artísticamente la evolución del arte en Colombia; es factible que este impulso artístico haya sido uno de los resultados del ideario político que se intentó implementar en el país.

## Arte colombiano
El arte colombiano en la colección Ganitsky Guberek tiene estrecha relación con la argentina Marta Traba, su llegada en el año 1954, le dio importancia al arte, por sus fuertes críticas al mismo, rompiendo la influencia del muralismo mexicano aún existente. En el año 1962, Traba funda el Museo de Arte Moderno de Bogotá (MAMBO), las obras expuestas inicialmente fueron de Fernando Botero,  Guillermo Wiedemann, Alejandro Obregón, Juan Antonio Roda, Edgar Negret, entre otros; estos artistas fueron elegidos por su arte moderno; cabe destacar que Marta Traba siendo argentina y crítica de arte, logró modificar las expresiones artísticas colombianas gracias a su recorrido artístico; en un ensayo de la revista Mito, Marta Traba escribe:  No creo en un “arte colombiano”, sino en un arte que se realiza en Colombia.
A mediados de los 50, Guillermo Wiedmann, radicado en Colombia hace más de una década, expresó en sus obras artísticas sus raíces, el expresionismo alemán y con Marta Traba su trabajo se dio a conocer (Colección Ganitsky Guberek), siendo desde aquel momento una fuerte influencia al romper los esquemas mexicanos. 
Las obras de  Edgar Negret, Feliza Bursztyn y Eduardo Ramírez Villamizar hicieron parte de esta colección, puesto que fueron el inicio de la escultura contemporánea en Colombia; Traba también escogió las obras de Santiago Cárdenas, Beatriz González, Norman Mejía, Ana Mercedes Hoyos, Bernardo Salcedo y Luis Caballero por sus influencias directas del arte pop y en el año 1983, tiempo previo a su muerte, la argentina mencionó a Oscar Muñoz, Antonio Barrera, Lorenzo Jara como los próximos artistas (la nueva generación) incluyendo muchas de sus obras en la Colección.

## Obras
Contiene obras de:
- Óscar Muñoz (Popayán, 1951)
- Fernando Botero (Medellín, 1932)
- Alejandro Obregón (Barcelona, 1920)
- Trixie Allina (Bogotá, 1950)
- Beatriz González (Bucaramanga, 1938)
- Olga de Amaral (Bogotá, 1936)
- Francis Bacon (Irlanda, 1909)
- Bernardo Salcedo (Bogotá, 1948)
- Edgar Negret (Popayán, 1920)
- Jim Amaral (USA, 1933)
- Eduardo Ramírez Villamizar (Pamplona, 1923)
- Lydia Azout (Bogotá, 1942)
- Juan Antonio Roda (Valencia, 1921)
- Luis Caballero (Bogotá, 1943)
- Julio Le Parc (Argentina, 1928)
- Álvaro Barrios (Cartagena, 1945)
- Saturnino Ramirez (El socorro, 1946)
- Hanna Bibliowicz (Bogotá, 1950)
- Gustavo Zalamea (Buenos Aires, 1952)
- Feliza Bursztyn (Bogotá, 1933)
- Luciano Jaramillo (Manizalez, 1938)
- Nemesio Antúnez (Chile, 1918)
- Mary Bauermeister (Alemania, 1936)
- José Luis Cuevas (México, 1934)
- Juan Genovés (1930)
- Amelia Peláez (Cuba, 1896)
- Emilio Sánchez (Cuba, 1921)
- Fernando de Szyszlo (Perú, 1925)

Entre otros artistas.